# Naoki Satō (Fußballspieler)
Naoki Satō (japanisch 佐藤 尚輝 Satō Naoki; * 12. Juli 1996 in der Präfektur Kanagawa) ist ein japanischer Fußballspieler.

## Karriere
Satō erlernte das Fußballspielen in der Jugendmannschaft von Shonan Bellmare und der Universitätsmannschaft der Sanno Institute of Management. Seinen ersten Vertrag unterschrieb er 2019 bei Azul Claro Numazu. Der Verein aus Numazu spielte in der dritthöchsten japanischen Liga, der J3 League.